# Alaska Statehood Act
Alaska Statehood Act er en amerikansk lov, vedtaget af Repræsentanternes Hus 28. maj 1958, af senatet 30. juni 1958 og underskrevet af daværende præsident Dwight D. Eisenhower 7. juli 1958. Loven forvandlede med virkning fra 3. januar 1959 Alaska fra at være et territorium til at blive USA's 49. delstat. Forskellen på at være et territorium og en delstat var blandt andet, at indbyggerne i Alaska, mens det endnu var et territorium, ikke kunne deltage i præsidentvalg, ikke selv kunne vælge deres guvernør, og at Alaska ingen stemmer havde i kongressen.

## Historie
Alaska havde ad flere omgange forsøgt at blive en delstat. Det første forsøg var i 1916, da Alaskas delegerede i kongressen (uden stemmeret) forsøgte at få en lov igennem, der ville gøre Alaska til en delstat, men det lykkedes ikke. Modstanderne regnede ikke med, at Alaskas indbyggere ønskede, at Alaska blev en delstat. Da soldater og deres familier flyttede til Alaska under Anden verdenskrig trængte spørgsmålet om omdannelse af Alaska til en delstat sig på igen, eftersom de mistede deres amerikanske statsborgerskab, da de flyttede til Alaska. I 1946 blev der afholdt en vejledende folkeafstemning om emnet, hvor 9.630 stemte ja og 6.822 stemte nej. Nogle af nej-stemmerne frygtede blandt andet højere skatter. I 1955 blev Alaskas forfatning skrevet på et konvent, der varede 75 dage.